# The Lombok Times
The Lombok Times – indonezyjskie pismo wydawane na wyspie Lombok, ukazujące się w języku angielskim. Zostało założone w 2003 roku.
Wychodzi jako miesięcznik. Należy do gazet typu tabloid.
Wydawcą pisma jest firma Cikamedia publications.